# Боркі (Шидловецький повіт)
Боркі (пол. Borki) — село в Польщі, у гміні Хлевіська Шидловецького повіту Мазовецького воєводства.
Населення — 71 особа (2011).
У 1975-1998 роках село належало до Радомського воєводства.

## Демографія
Демографічна структура станом на 31 березня 2011 року:
|          | Загалом | Допрацездатний вік | Працездатний вік | Постпрацездатний вік |
| -------- | ------- | ------------------ | ---------------- | -------------------- |
| Чоловіки | 35      | 3                  | 24               | 8                    |
| Жінки    | 36      | 7                  | 15               | 14                   |
| Разом    | 71      | 10                 | 39               | 22                   |